# Кал (Толмин)
Кал (словен. Kal) — поселення в общині Толмин, Регіон Горишка, Словенія. Висота над рівнем моря: 819,8 м. Постійних мешканців немає.